# Johann Christoph von Preysing
Johann Christoph Freiherr von Preysing (* 6. Dezember 1576 auf Schloss Oberndorf bei Ebersberg; † 23. November 1632 in Hohenaschau) war bayerischer Staatsmann. Er war unter anderem Geheimrat, Gesandter und enger Berater von Kurfürst Maximilian I. und trug dazu bei, dass Bayern seine Position innerhalb des Reiches stärkte und sich zu einem frühmodernen Staat ausbildete. Durch umfangreiche Gebietserwerbungen wurde er zum Begründer der Hohenauschauer Linie der Familie von Preysing.

## Herkunft und Familie
Johann Christoph Freiherr von Preysing, auch mit dem Vornamen Hans an Stelle von Johann, stammte aus der bayerischen Adelsfamilie von Preysing (siehe auch Liste bayerischer Adelsgeschlechter). Seine Eltern waren Thomas von Preysing und Maria, eine geborene von Closen. Er war dreimal verheiratet: in erster Ehe ab 1608 mit Eva Benigna von Freyberg, in zweiter Ehe mit Anna Jakobe von Rechberg, die noch im Jahr der Heirat 1622 verstarb und in dritter Ehe mit Justina von Fugger. Aus seiner ersten Ehe stammte Johann Franz von Preysing, Domherr in Salzburg und Passau und 1670–1687 Bischof von Chiemsee.

## Bayerischer Staatsmann
Preysing besuchte zunächst bis 1600 das Jesuitengymnasium in München (heute: Wilhelmsgymnasium München) und nahm dann Studien des Rechtes auf (bis 1603), für die er die Universitäten von Ingolstadt, Siena und Padua besuchte. Anschließend war er Hofrat in München (1604–1615) und Vitztum in Landshut. Im Dreißigjährigen Krieg beteiligte er sich am Feldzug der Katholischen Liga gegen Böhmen und die Oberpfalz. 1621 wurde er zum Statthalter der Oberpfalz und Geheimrat ernannt, ab 1629 verwaltete er das Obersthofmarschallamt und übernahm es 1631.
Für die Zeit von 1608 bis 1632 zählte er zu den wichtigsten Mitarbeitern Maximilians I. Seine Kenntnisse als Jurist zeichneten ihn ebenso aus wie seine humanistische Grundhaltung und seine ausgeprägte katholische Gläubigkeit. In bayerischen Diensten war er mehrfach als Gesandter aktiv, er bereiste die Kaiserhöfe von Wien und Prag, nahm an Reichsversammlungen und Ligatagen teil und verhandelte mit den benachbarten Fürstentümern.

## Gründer der Linie Preysing-Hohenaschau
Johann Christoph von Preysing, der zunächst Altenpreysing und Kopfsburg besaß, gelangte mit der Heirat mit Eva Benigna von Freyberg in den Besitz der Herrschaft Hohenaschau und der Hofmark Söllhuben. Er kaufte  außerdem die Hofmarken Reichersbeuern, Sachsenkam und Greiling.

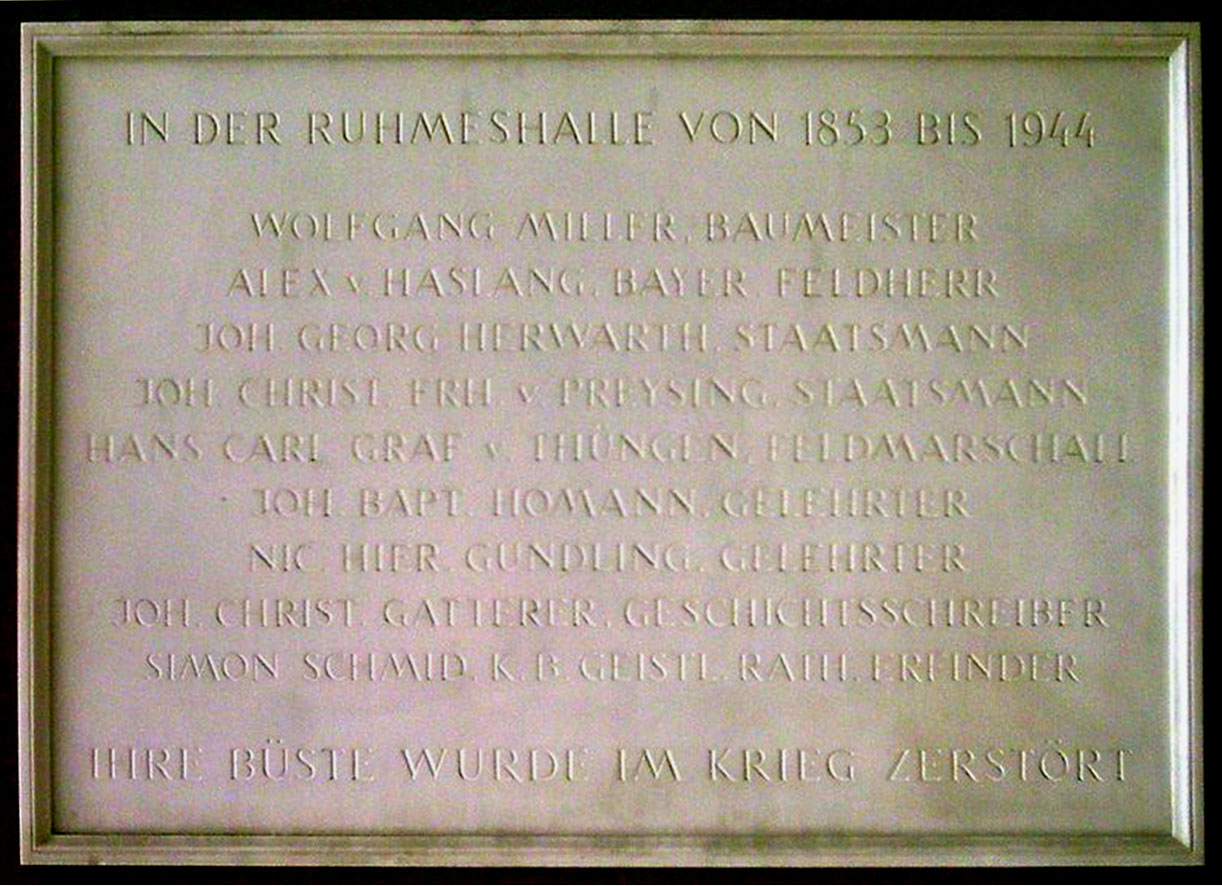
Gedenktafel in der Ruhmeshalle in München

## Ruhmeshalle in München
Ihm zu Ehren ließ 1853 der bayerische König Ludwig I. in der Ruhmeshalle in München, linke Flügelwand, eine Büste aufstellen. Sie wurde 1944 zerstört und nicht mehr restauriert oder nachgebildet. Heute erinnert eine Gedenktafel daran.